# Goranos
Os goranos ou goranis ([ɡɔ̌rani], em sérvio:  Горани ou [ɡɔrǎːntsi], em sérvio:  Горанци) são uma etnia de muçulmanos eslavos que habita na região de Gora - o triângulo entre o Kosovo, a Albânia e a Macedónia do Norte. O seu número é estimado em 60.000 pessoas, e falam um dialeto eslavo meridional chamado Našinski (que significa "nosso").

Região de Gora